# Бойова гвинтівка

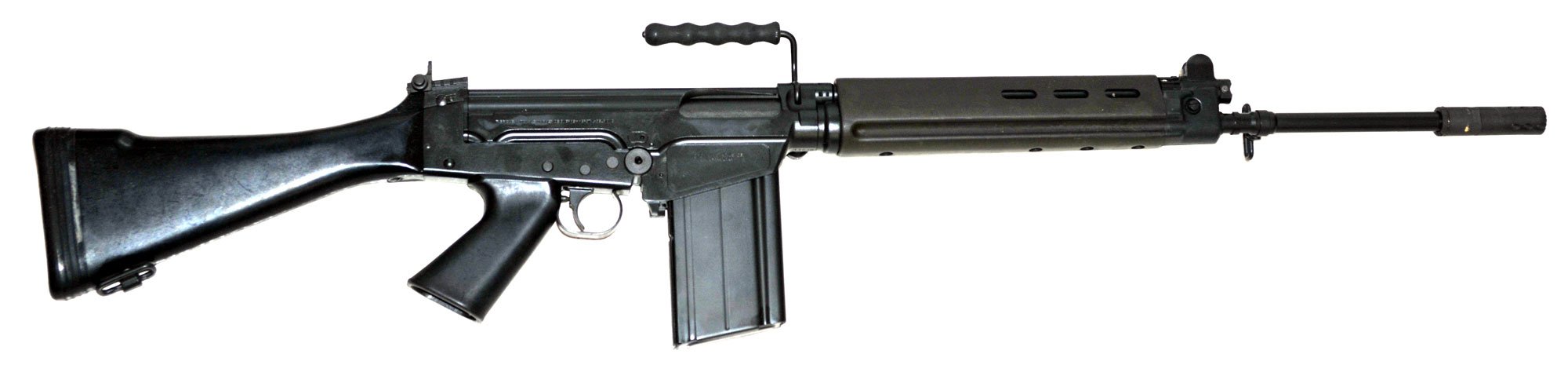
Бельгійська FN FAL

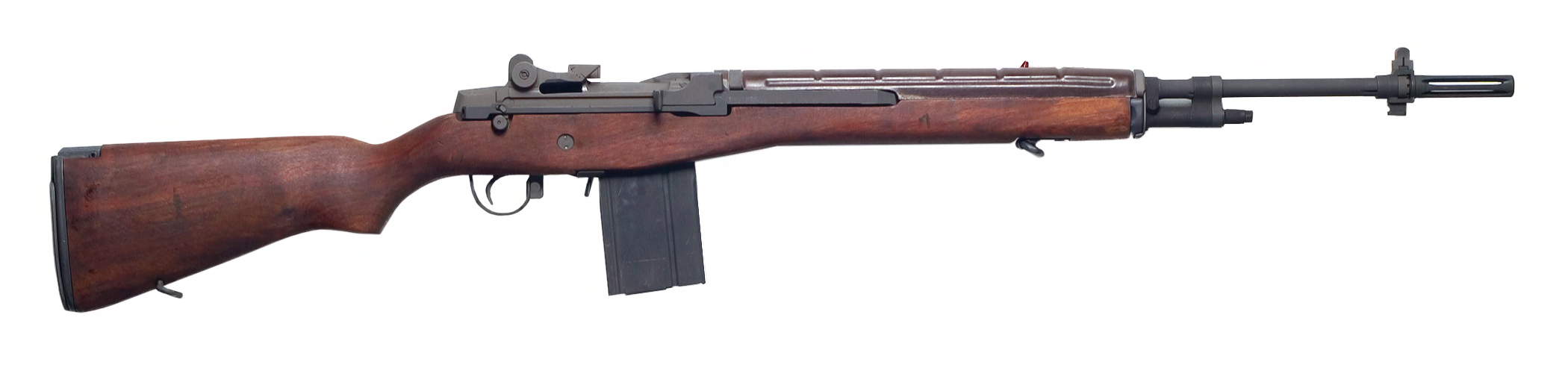
Американська M14

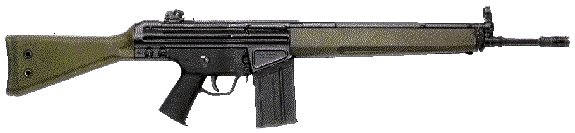
Західнонімецька Heckler & Koch G3

Бойова гвинтівка (англ. battle rifle) — термін в англомовному світі для позначення автоматичних гвинтівок, які живляться боєприпасами через від'ємні коробчасті магазини і стріляють гвинтівковими набоями.
Термін «бойова гвинтівка» був створений через необхідність розрізнення штурмових гвинтівок під проміжний набій і автоматичних від напівавтоматичних гвинтівок під гвинтівковий набій, оскільки обидва різновиди стрілецької зброї мають схожий зовнішній вигляд і володіють такими ж характерними рисами, як пістолетні руків'я, від'ємні магазини тощо.
Цей термін також охоплює старіші напівавтоматичні гвинтівки, такі як M1 Garand, Gewehr 43, MAS-49, СВТ. До 1990-х рр. термін не був чітко визначений і використовувався для загального опису всіх автоматичних і напівавтоматичних гвинтівок. Бойові гвинтівки нерідко мають аналоги під проміжний набій, наприклад G3/HK33, HK416/HK417, SCAR-L/SCAR-H. Окрім використання інших набоїв такі аналоги відрізняються також меншими масогабаритними показниками.